# Verhoricicea (Verhoricicea), Bahciîsarai
Verhoricicea (în ucraineană Верхоріччя) este localitatea de reședință a comunei Verhoricicea din raionul Bahciîsarai, Republica Autonomă Crimeea, Ucraina.

## Demografie
Componența lingvistică a localității Verhoricicea
     Rusă (87,39%)
     Tătară crimeeană (8,93%)
     Ucraineană (2,13%)
     Alte limbi (0,16%)
Conform recensământului din 2001, majoritatea populației localității Verhoricicea era vorbitoare de rusă (87,39%), existând în minoritate și vorbitori de tătară crimeeană (8,93%) și ucraineană (2,13%).